# Ockingastins
De Ockingastins (ook wel Okkingastins of Ockingahuis) was een van oorsprong middeleeuwse stins aan de Voorstraat in de Friese stad Franeker. De stins wordt voor het eerst vermeld in 1536. In 1887 werd het pand gesloopt om plaats te maken voor de nieuwe locatie van het Klaarkampster Weeshuis. Tegenover de Ockingastins stond tot 1892 het Hottingahuis.

## Beschrijving
De Ockingastins had een L-vormig grondplan en bestond uit twee verdiepingen met daaronder kelders. De stins was vrij hoog en daardoor gemakkelijk te herkennen in het profiel van de stad. Aan de oostkant stond een traptoren waar zich de hoofdingang bevond. Als stadswoning was dit type huis in de 16e eeuw in trek bij de adel. Andere voorbeelden zijn: de Martenastins te Franeker, de Waltastins en Het Hooghuis te Sneek en het aan het Princessehof verbonden Camminghahuis te Leeuwarden. Naast de Ockingastins bevond zich het abtshuis van het klooster Klaarkamp bij Rinsumageest.
De Ockingastins maakte deel uit van een zekere "stinsenzwerm" van tien stinzen in de binnenstad van Franeker. Al deze stinzen werden rond 1500 of eerder gesticht door erfgenamen van de familie Sjaerda/Sjaerdema. Deze familie bezat namelijk het gehele oppervlak van de stad samen met de parochiekerk van Franeker, welke onder hun controle stond. Het is niet bekend hoe de naam Ockinga aan deze stins verbonden is geraakt. Vermoedelijk verwijst het naar een eerdere eigenaar, stadsrentmeester van Franeker, Hero van Ockinga. Daar het Dekemahuis rond 1600 bewoond werd door een Jarich van Ockinga, werd ook deze stins wel als Ockingastins aangeduid.
Bij de eerste vermelding van het pand in 1536 is het in het bezit van Hector van Hoxwier. Hector was afkomstig uit Mantgum en studeerde aan de universiteit van Pavia. Hij was in 1538 lid van het Hof van Friesland en vervolgens president van de Hof van Utrecht in 1541. Van Hoxwier was getrouwd met Ath van Herema, een dochter van Luts van Sjaerda. In 1538 was Rudolf van Bünau de eigenaar. Hij was getrouwd met Cunera van Martena, dochter van Hessel van Martena die de Martenastins stichtte en Both van Hottinga, een nicht van Luts van Sjaerda.
Op de stadsplattegrond van Pieter Bast uit 1598 staat het huis vermeld als het "Ockingha Huys", eigenaar is dan Epe Juckema, burgemeester van Franeker. Op de Schotanuskaart van 1664 staat aangegeven dat het huis behoort aan professor aan de universiteit van Franeker, Petrus Moll.
In 1697 is Campegius Vitringa de eigenaar van de "Ockinga Stins" en is er sprake van een hof, koetshuis en stalling. Na zijn overlijden in 1722 zou zijn vrouw het pand blijven bewonen tot haar overlijden in 1728. In 1729 was Albertus Wilhelmus Melchior eigenaar van de stins, hij was evenals Vitringa hoogleraar theologie aan de Franeker Universiteit.  
Na het overlijden van Melchior in 1738 bewoonde zijn weduwe de Ockingastins. Vervolgens werd haar schoonzoon Zacharias Gerroltsma eigenaar.
In 1755 werd het gebouw gekocht door Agidius Gillessen, hoogleraar theologie. Toen hij in 1765 hoogleraar werd aan de universiteit van Leiden verkocht hij de stins aan Johannes Ratelband, welke hem ook opvolgde als hoogleraar theologie aan de universiteit van Franeker. In 1772 verkoopt Ratelband de Ockingastins aan Jacobus Salverda, zoon van voormalig burgemeester van Franeker Sjoerd Tjepkes Salverda. De volgende eigenaar was Isaac Telting, afkomstig uit Steenwijk en te Franeker werkzaam als notaris, secretaris en later wethouder. Ook was hij weesvoogd van het Klaarkampster Weeshuis. Zijn zoon Albertus zou vervolgens de stins bewonen. Deze was eveneens weesvoogd. Albertus' zoon Isaac was raadsheer van het gerechtshof van Friesland en later van de Hoge Raad. Deze Isaac wordt in 1884 vermeld als eigenaar.
Het pand met bijbehorende grond werd vervolgens geschonken aan het Klaarkampster Weeshuis dat zich voorheen aan de Dijkstraat bevond. Blijkens de gevelsteen in het huidige gebouw werd de Ockingastins in 1886 geschonken en in 1887 afgebroken. Toenmalig rijksbouwmeester Jacobus van Lokhorst deed onderzoek naar de stins en drong er tevergeefs bij het bestuur van het weeshuis op aan om het pand niet te slopen. De traptoren van de Ockingastins bleef wel behouden en werd opgenomen in het fragmentengebouw van het Rijksmuseum Amsterdam.
Nieuwbouw volgde en het huidige gebouw werd in 1888 als weeshuis in gebruik genomen. Dit pand werd gebouwd naar het ontwerp van architect Herman Rudolf Stoett. Op 5 augustus 1954 sloot het weeshuis haar deuren. Vervolgens werd het pand in 1955 aangekocht door de Oostwoudefabrieken. Na het vertrek van deze fabriek stond het pand enige tijd leeg waardoor er zelfs sprake was van sloop. In de jaren 80 werd het gebied achter het voormalige weeshuis vernieuwd. Dit kreeg de naam "Ockingahiem". In 1986 opende een bibliotheek in het voormalige weeshuis. Naast het voormalige weeshuis bevindt zich het Keatsmuseum. 

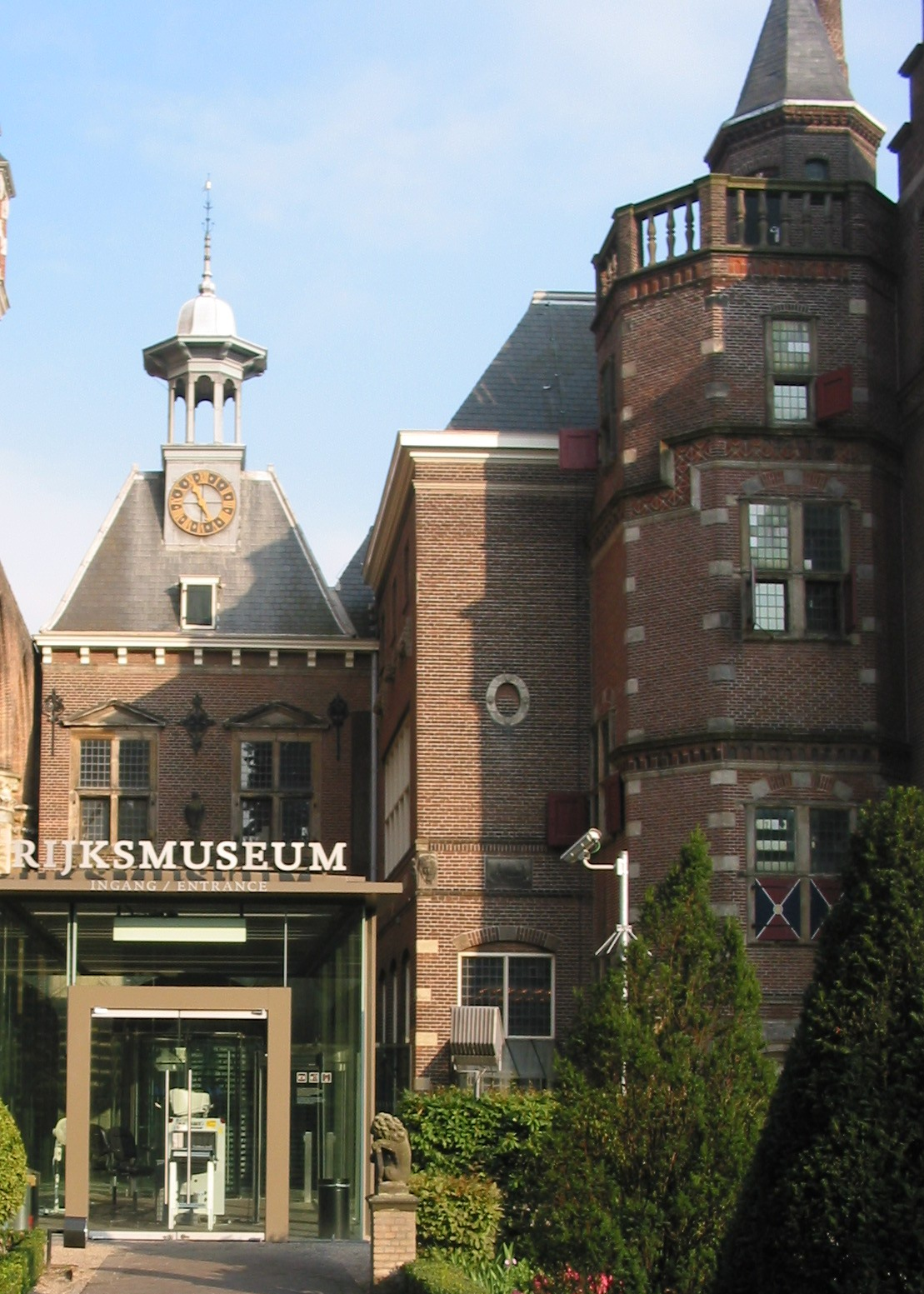
Ockingastins ingebouwd in het fragmentengebouw van het Rijksmuseum Amsterdam.
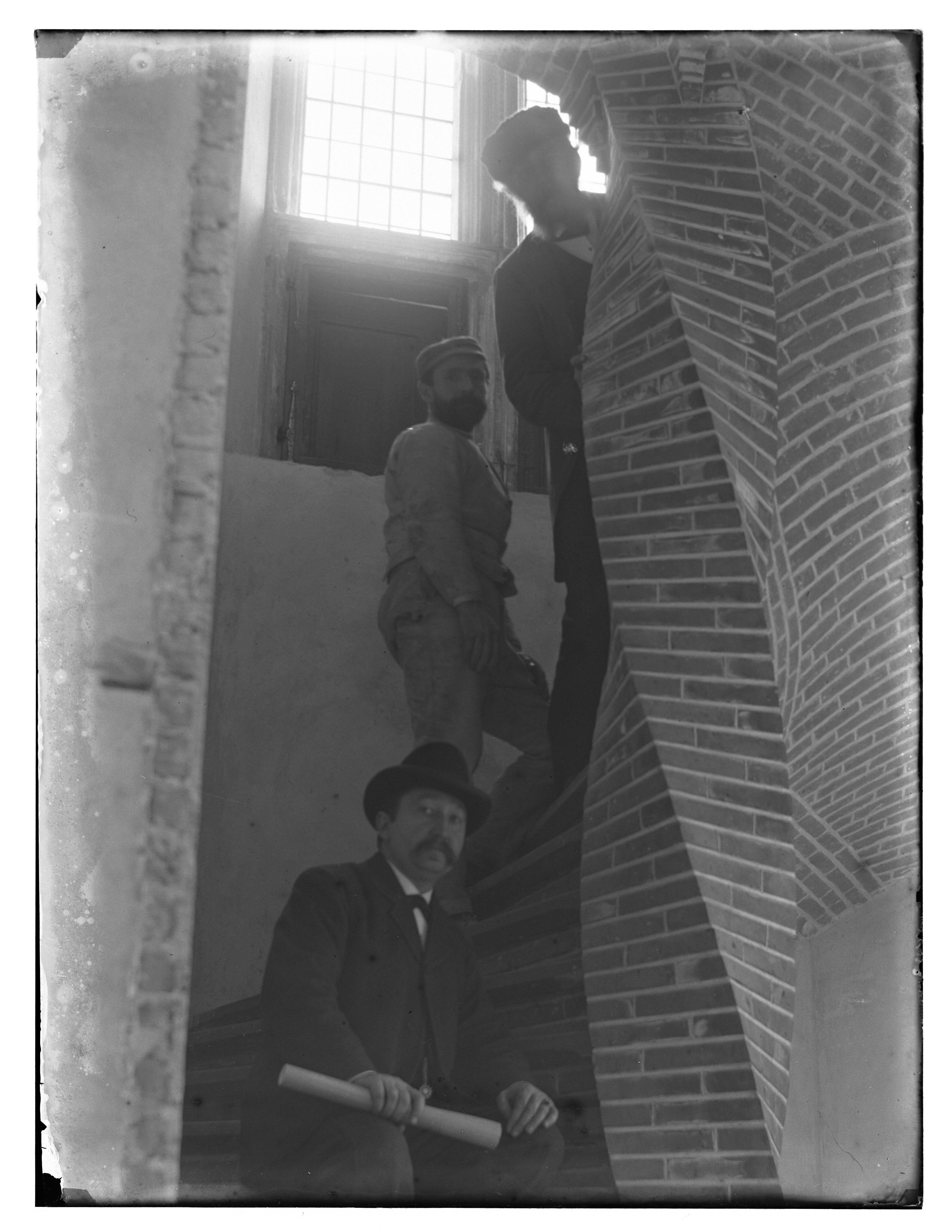
Gemetselde wrongtrap met getordeerde spil in de traptoren van de Ockingastins.
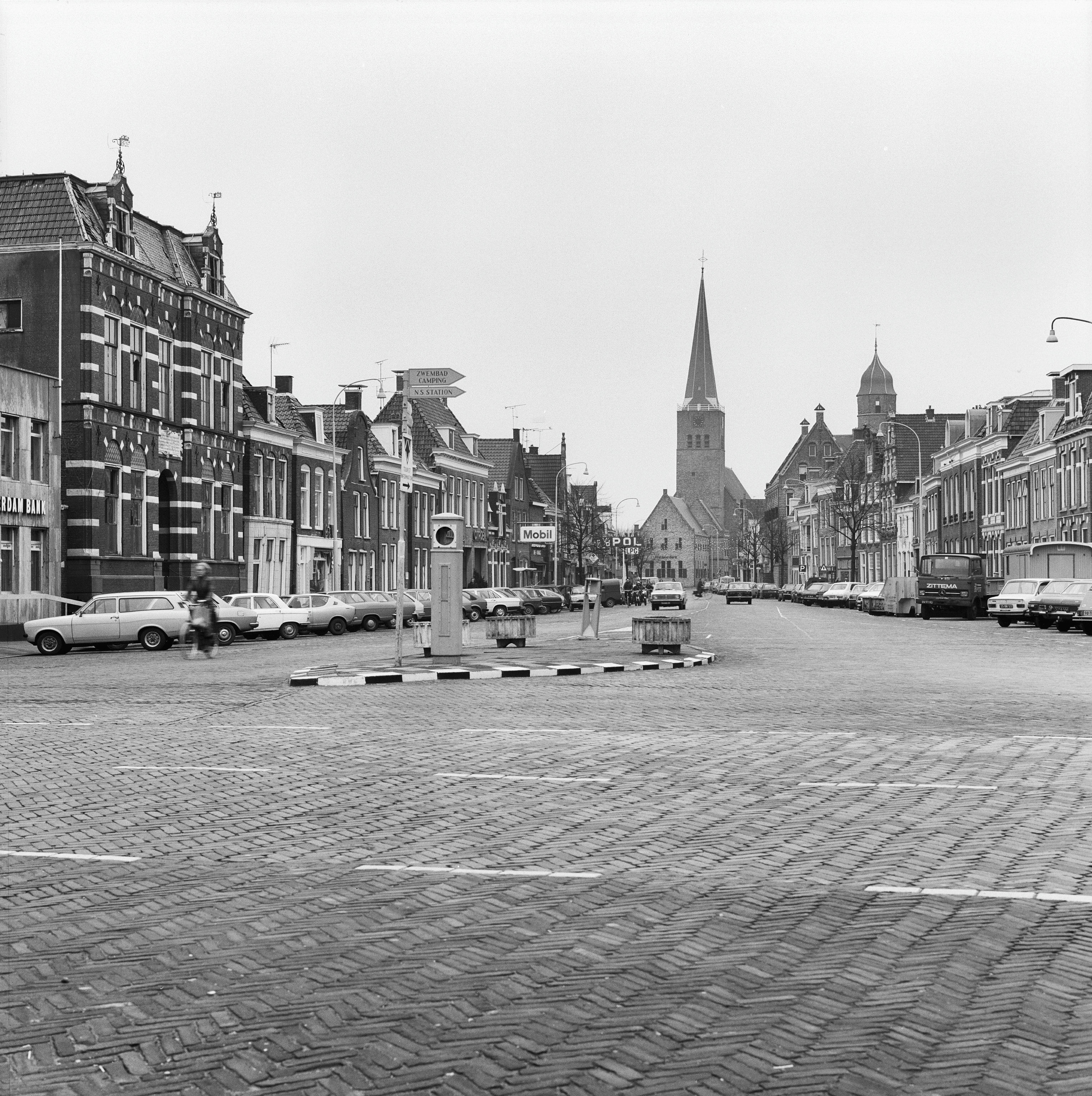
De Voorstraat met links in beeld het nieuwe gebouw van het Klaarkampster Weeshuis.

Groot Botnia ·
Klein Botnia ·
Oud Botnia ·
Camminghahuis (of: Sjaerdemahuis) · 
Dekemahuis ·
Egmondshuis ·
Hottingahuis ·
Martenastins ·
Ockingastins ·
Sjaerdemaslot